# Kevin James
Kevin James, nome artístico de Kevin George Knipfing (Nova Iorque, 26 de abril de 1965) é um ator, comediante, roteirista e produtor americano. Ele é mais conhecido conhecido por estrelar o seriado The King of Queens (1998–2007), pelo qual foi indicado ao Primetime Emmy Award, e por atuar em filmes de comédia como Hitch (2005), I Now Pronounce You Chuck and Larry (2007), Paul Blart: Mall Cop (2009), Grown Ups (2010), Zookeeper (2011), Here Comes the Boom (2012), e Pixels (2015).
James também forneceu voz para as animações  Barnyard (2006), Monster House (2006) e a série de filmes Hotel Transylvania (2012-2018). Em 29 de março de 2010, ele foi apresentador do Nickelodeon Kids' Choice Awards. Ele também estrelou outro seriado, Kevin Can Wait (2016–2018), pelo qual foi indicado ao People's Choice Award em 2017.

## Biografia
James nasceu Kevin George Knipfing em 26 de abril de 1965, em Mineola (Nova Iorque), mas cresceu em Stony Brook (Nova Iorque). Ele é o segundo filho de Janet e Joseph Valentine Knipfing Jr.
Seu pai é alemão-americano. James tem um irmão mais velho, o comediante e ator Gary Valentine, e uma irmã, Leslie. Ele e seus irmãos foram criados como católicos e são descendentes de alemães e judeus.
James se formou na Ward Melville High School. Enquanto estava lá, ele alcançou o primeiro lugar na equipe de luta livre, à frente do amigo e futuro lutador profissional Mick Foley. Ambos lutaram na classe de peso 145 lb. Uma lesão nas costas, no final da temporada, de James resultou em Foley assumindo a primeira posição da corda. James, assim como Foley, estudou na Universidade Estadual de Nova York em Cortland, onde jogou como meio-campo no time de futebol do colégio, até que outra lesão nas costas encerrasse definitivamente suas esperanças esportivas.

## Carreira
James começou a fazer stand-up comedy em 1989, fazendo sua estreia no East Side Comedy Club em Long Island, gerenciado por Richie Minervini. Ele ganhou popularidade através de inúmeras aparições em vários talk shows, incluindo The Tonight Show with Jay Leno, Late Show with David Letterman, Late Night with Conan O'Brien, Dennis Miller Live, The Late Late Show, The Rosie O'Donnell Show, The Ellen DeGeneres Show e Live with Kelly and Ryan. James foi listado na 89ª posição na lista da Comedy Central dos 100 Maiores Comediantes de Stand-Up. James também fez sua rotina de stand-up no Just for Laughs, um festival anual de comédia em Montreal, Quebec. Mais tarde ele estava em comerciais para o italiano Eatery de Mazzio. Em 2001, James fez o seu próprio stand-up chamado Kevin James: Sweat the Small Stuff. Ele também apareceu como convidado musical em Just for Laughs. Em 2018, James lançou outro especial stand-up na Netflix chamado Kevin James: Never Don't Give Up.

## Vida pessoal

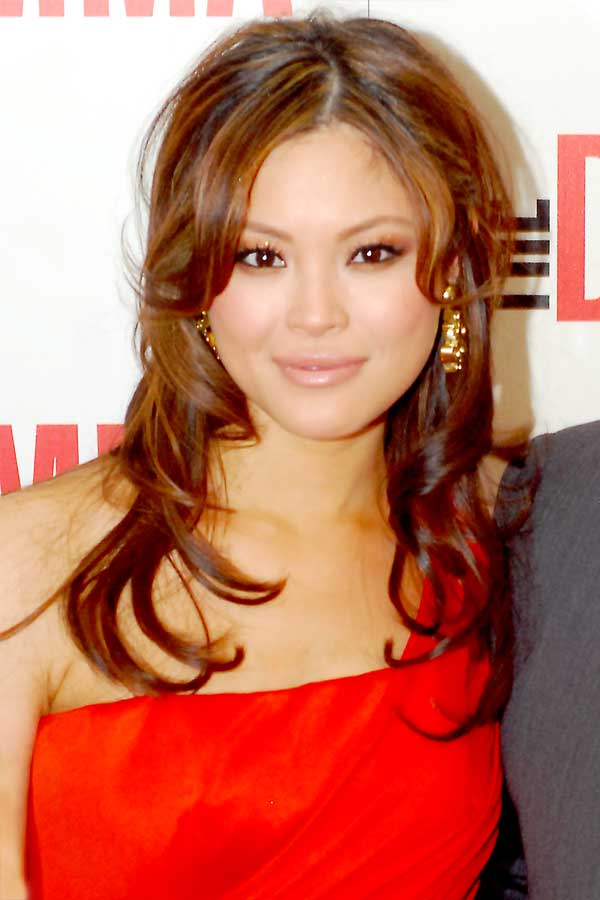
Steffiana de la Cruz, esposa de James, em 2011

Em 19 de junho de 2004, James se casou com a atriz Steffiana de la Cruz, na Califórnia. Eles têm quatro filhos.
Em 2012, James afirmou que ele é um católico praticante. Em 2019, James organizou um retiro com o padre Chad Ripperger e o teólogo Scott Hahn, onde foi Acólito em uma Missa tradicional.

## Filmografia
| Ano  | Título                                    | Papel                 | Notas                        |
| ---- | ----------------------------------------- | --------------------- | ---------------------------- |
| 2002 | Pinocchio                                 | Mangiafuoco           | Voz (versão em inglês)       |
| 2004 | 50 First Dates                            | Operário              |                              |
| 2005 | Hitch                                     | Albert Brennaman      |                              |
| 2006 | Grilled                                   | Dave                  |                              |
| 2006 | Monster House                             | Policial Landers      | Voz                          |
| 2006 | Barnyard                                  | Otis                  | Voz                          |
| 2007 | I Now Pronounce You Chuck and Larry       | Larry Valentine       |                              |
| 2008 | You Don't Mess with the Zohan             | Ele mesmo             | Não creditado                |
| 2009 | Paul Blart: Mall Cop                      | Paul Blart            | Também roteirista e produtor |
| 2010 | Grown Ups                                 | Eric Lamonsoff        |                              |
| 2011 | The Dilemma                               | Nick Brannen          |                              |
| 2011 | Zookeeper                                 | Griffin Keyes         | Também roteirista e produtor |
| 2012 | Hotel Transylvania                        | Frankenstein (Frank)  | Voz                          |
| 2012 | Here Comes the Boom                       | Scott Voss            | Também roteirista e produtor |
| 2013 | Grown Ups 2                               | Eric Lamonsoff        |                              |
| 2015 | Paul Blart: Mall Cop 2                    | Paul Blart            | Também roteirista e produtor |
| 2015 | Little Boy                                | Dr. Fox               |                              |
| 2015 | Pixels                                    | William Cooper        |                              |
| 2015 | Hotel Transylvania 2                      | Frank                 | Voz                          |
| 2016 | True Memoirs of an International Assassin | Sam Larson            |                              |
| 2017 | Sandy Wexler                              | Ted Rafferty          |                              |
| 2018 | Hotel Transylvania 3: Summer Vacation     | Frank                 | Voz                          |
| 2020 | Becky                                     | Dominick              |                              |
| 2020 | Hubie Halloween                           | Oficial Steve Downing |                              |

### Television
| Ano           | Título                             | Papel                          | Notas                               |
| ------------- | ---------------------------------- | ------------------------------ | ----------------------------------- |
| 1996, 1998–99 | Everybody Loves Raymond            | Kevin Daniels / Doug Heffernan | 8 episódios                         |
| 1998–2007     | The King of Queens                 | Doug Heffernan                 | Papel principal (207 episódios)     |
| 1998          | Cosby                              | Doug Heffernan                 | Episódio: "Judgment Day"            |
| 1999          | Becker                             | Doug Heffernan                 | Episódio: "Drive, They Said"        |
| 1999          | Martial Law                        | Dallas Hampton                 | Episódio: "Nitro Man"               |
| 2001          | Arli$                              | Kevin                          | Episódio: "Like No Business I Know" |
| 2001          | Kevin James: Sweat The Small Stuff | Ele mesmo                      | Especial de stand-up                |
| 2007          | Elmo's Christmas Countdown         | Papai Noel                     | Telefilme                           |
| 2015          | Liv & Maddie                       | Sr. Clodfelter                 | Episódio: "Cook-a-Rooney"           |
| 2016–18       | Kevin Can Wait                     | Kevin Gable                    | Papel principal (48 episódios)      |
| 2021          | The Crew                           | Kevin Gibson                   | Papel principal                     |